# Pribináček
Pribináček是一種捷克傳統的兒童甜點，由奶渣和鮮奶油製成，自1954年起在捷克斯洛伐克普日比斯拉夫生產。在捷克斯洛伐克社會主義時期（1948–1989），Pribináček被大量生產並成為學校配餐或家庭常備的兒童甜點，在捷克與斯洛伐克兩國分離後，Pribináček仍持續在捷克本地生產與流行。

## 外部連結
- Oficiální stránky – Pribináček